# Archidiecezja Port Moresby
Archidiecezja Port Moresby (łac.: Archidioecesis Portus Moresbiensis, ang.: Archdiocese of Port Moresby) – katolicka archidiecezja w Papui-Nowej Gwinei. Siedziba arcybiskupa znajduje się w katedrze Wniebowzięcia NMP w Port Moresby. 

## Historia
10 maja 1889 papież Leon XIII erygował wikariat apostolski Nowej Gwinei. Dotychczas wierni z tych terenów należeli do wikariatu apostolskiego Melanezji (obecnie archidiecezja Rabaul). 14 listopada 1922 zmieniono nazwę na wikariat apostolski Papui, a 13 czerwca 1946 na wikariat apostolski Port Moresby. 15 listopada 1966 papież Paweł VI podniósł go do rangi archidiecezji.

## Ordynariusze

### Wikariusze apostolscy
- abp Louis-André Navarre MSC (1889 - 1908)
- bp Alain Guynot de Boismenu MSC (1908 - 1945)
- bp André Sorin MSC (1946 - 1959)
- bp Virgil Patrick Copas MSC (1959 - 1966)

### Arcybiskupi
- abp Virgil Patrick Copas MSC (1966 - 1975)
- abp Herman To Paivu (1975 - 1981)
- abp Peter Kurongku (1981 - 1996)
- abp Brian Barnes OFM (1997 - 2008)
- kard. John Ribat MSC (2008 - nadal) kreowany kardynałem w 2016

## Główne kościoły
- Katedra: Katedra NMP w Port Moresby.